# Holacrație
Holacrația este un sistem de management al unei organizații în care autoritatea și luarea deciziilor sunt distribuite către o holarhie de echipe auto-organizate, în contrast cu menținerea acestora în vârful unei ierarhii, precum în cazul sistemului clasic de management. Originea denumirii provine din cuvântul grecesc holon care denotă o unitate independentă și complet funcțională, care face parte în același timp dintr-o entitate mai mare.
Sistemul este originar din Statele Unite ale Americii, fiind un răspuns la nevoia companiilor de a stimula productivitatea și inovația în rândul angajaților, în special în domeniul tehnologiei.
Holacrația a fost fondată de Brian Robertson începând cu 2001, iar din 2010 sistemul beneficiază și de o Constituție proprie care înglobează principiile și practicile de bază.